# الل

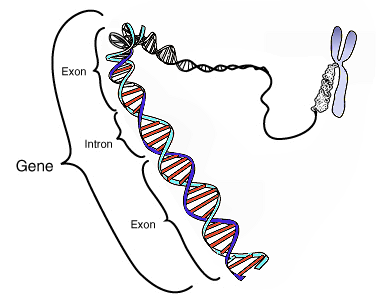
جایگاه ژن در کروموزوم

الل (به انگلیسی: Allele) یا دگره به معنای متقابل یا دوجانبه است. هر ژن بر روی کروموزوم جایگاه ویژه‌ای دارد . در این جایگاه ویژه، نوکلئوتیدها چیده شده‌اند که به آن توالی اسید نوکلئیک می‌گویند.
الل در حقیقت ژن کنترل‌کنندهٔ یک صفت است که در یک جایگاه مشخص روی کروموزوم قرار گرفته. الل‌هایی که در جایگاه مشابه هم روی کروموزوم‌های همتا قرار گرفته‌اند یک صفت را کنترل می‌کنند.
مثلاً چروکیدگی یا صاف بودن دانه‌های یک گیاه، توسط دو اللی که در جایگاه مشابه هم روی دو کروموزوم همتا قرار گرفته‌اند کنترل می‌شود.
بین الل‌ها سه رابطهٔ «بارز و نهفتگی»، «بارزیت ناقص» و «هم‌توان» برقرار است.
برای نمونه اگر فرض کنید در یک گیاه دیپلوئید (Diploid) تنها یک ژن رنگ گلبرگ‌ها را تنظیم می‌کند و این گونهٔ گیاهی می‌تواند دارای ۲ گلبرگ به رنگ‌های سرخ و سپید باشد و رنگ سرخ بر سپید چیره است، آنگاه گیاه با داشتن الل سرخ بر روی هر دو کروموزوم (فام‌تن) خود دارای گلبرگ سرخ، با داشتن الل (دگره) سپید بر روی هر دو کروموزوم خود دارای گلبرگ سپید، و با داشتن الل سرخ بر روی یکی از کروموزوم‌ها و داشتن الل (دگره) سپید بر روی کروموزوم دیگر باز هم دارای گلبرگ سرخ (به دلیل چیرگی صفت سرخی) می‌شود.

## رابطه میان الل‌ها
بارز و نهفتگی: در این رابطه بین دو یا چند اللی که روی کروموزوم‌های همتا (بسته به تعداد کروموزوم‌های همتا تعداد الل‌ها هم تغییر می‌کند) قرار دارند رابطهٔ بارز و نهفتگی وجود دارد یعنی اینکه یکی (یا درصورت پلی‌پلوئیدی بودن ممکن از چندتا) از الل‌ها بر دیگری بارز است و اجازه پروتئین‌سازی و تعیین فنوتیپ را به الل نهفته نمی‌دهد.
مثلاً صاف یا چروکیده بودن دانه یک گیاه دیپلوئیدی فقط از طریق دو الل روی کروموزوم‌های همتا تعیین می‌شود. درصورتی که الل مربوط به چروکیدگی همان الل مغلوب باشد و الل مربوط به صافی الل بارز اگر روی یکی از کروموزوم‌ها الل بارز باشد و روی دیگری الل نهفته است چون الل صافی بارز است دانه گیاه صاف می‌شود. درصورتی که هردو الل بارز باشند نیز همان اتفاق می‌افتد و دانه صاف می‌شود و تنها در صورتی که هردو الل روی کروموزوهای همتا نهفته باشند دانه چروکیده می‌شود.
a = الل نهفته (چروکیدگی)
A = الل بارز (صافی)
AA = هردو الل بارز و دانه صاف می‌شود. (خالص)
aa = هردو الل نهفته و دانه چروکیده می‌شود. (خالص)
Aa = الل صافی بارز است و اجازه بروز پیدا کردن به نهفته نمی‌دهد، یعنی دانه صاف می‌شود. (ناخالص)
هم‌توانی: در این رابطه هیچ‌یک از دو الل نمی‌تواند بر دیگری به درستی بروز پیدا کند و هردو الل به صورت هم‌زمان بروز پیدا می‌کنند.
مثل گاوی که یک الل برای رنگ موی سیاه دارد و یک الل برای رنگ موی سفید به همین دلیل مو در بعضی قسمت‌ها سفید و در بعضی قسمت‌ها سیاه است یا مثل گروه خونی AB در انسان.
بارزیت ناقص: در این رابطه هردو الل به‌طور هم‌زمان و ترکیبی اثر خود را نشان می‌دهند و فنوتیپی بینابین ظاهر می‌کنند.
مثلاً رنگ گلبرگ‌های یک گل میمونی که یک الل رنگ سرخ دارد و یک الل رنگ سفید به دلیل رابطه بارزیت ناقص گلبرگ‌های صورتی خواهد داشت. یعنی ترکیب رنگ سرخ و سفید.
Red+Red=Red
White+White=White
Red+White=Pink

## تغییر الل
جهش با بازآرایی، کاهش، یا افزایش نوکلئوتید(ها) در توالی اسید نوکلئیک یک الل (دگره) می‌تواند باعث پدید آمدن الل (دگره) ای نو در یک جاندار شود که اگر این دگره نو باعث سازگاری کمتر آن جاندار در زیستگاه آن نشود، این دگره نو می‌تواند در نسل‌های بعدی آن جاندار گسترش یابد.
یاخته‌های جانداران دودسته یا دولا، برای هر ژن دو کروموزوم دارند. در جایگاه ویژهٔ آن ژن بر روی آن ۲ کروموزوم، ۲ الل (دگره) از دگره‌های گوناگون احتمالی می‌توانند جای بگیرند. این دو دگره می‌توانند همانند باشند که در این صورت ژنوتیپ این جاندار [هموزیگوت] می‌باشد. اگر دو الل (دگره) یک ژن همانند یکدیگر نباشند، ژنوتیپ [هتروزیگوت] خواهد بود. در این صورت فنوتیپ (رخ‌مانهٔ) جاندار می‌تواند دارای چندین حالت باشد که این حالت‌ها بستگی به کارکرد و واکنش فرآورده‌های آن ژن و الل‌های آن ژن دارد.